# 불심검문
불심검문(不審檢問)은 경찰관직무집행법 제3조에 따라 경찰관이 거동이 수상한 자를 발견한 때에 이를 정지시켜 조사하는 행위를 말한다.

## 근거조문
경찰관직무집행법 제3조(불심검문) ① 경찰관은 수상한 거동 기타 주위의 사정을 합리적으로 판단하여 어떠한 죄를 범하였거나 범하려 하고 있다고 의심할 만한 상당한 이유가 있는 자 또는 이미 행하여진 범죄나 행하여지려고 하는 범죄행위에 관하여 그 사실을 안다고 인정되는 자를 정지시켜 질문할 수 있다.

②그 장소에서 제1항의 질문을 하는 것이 당해인에게 불리하거나 교통의 방해가 된다고 인정되는 때에는 질문하기 위하여 부근의 경찰서·지구대·파출소 또는 출장소(이하 "경찰관서"라 하되, 지방해양경찰관서를 포함한다)에 동행할 것을 요구할 수 있다. 이 경우 당해인은 경찰관의 동행요구를 거절할 수 있다.  <개정 1988.12.31, 1996.8.8, 2004.12.23>

③경찰관은 제1항에 규정된 자에 대하여 질문을 할 때에 흉기의 소지여부를 조사할 수 있다.

④제1항 또는 제2항의 규정에 의하여 질문하거나 동행을 요구할 경우 경찰관은 당해인에게 자신의 신분을 표시하는 증표를 제시하면서 소속과 성명을 밝히고 그 목적과 이유를 설명하여야 하며, 동행의 경우에는 동행장소를 밝혀야 한다.  <개정 1991.3.8>

⑤제2항의 규정에 의하여 동행을 한 경우 경찰관은 당해인의 가족 또는 친지등에게 동행한 경찰관의 신분, 동행장소, 동행목적과 이유를 고지하거나 본인으로 하여금 즉시 연락할 수 있는 기회를 부여하여야 하며, 변호인의 조력을 받을 권리가 있음을 고지하여야 한다.  <신설 1988.12.31>

⑥제2항의 규정에 의하여 동행을 한 경우 경찰관은 당해인을 6시간을 초과하여 경찰관서에 머물게 할 수 없다.  <신설 1988.12.31, 1991.3.8>

⑦제1항 내지 제3항의 경우에 당해인은 형사소송에 관한 법률에 의하지 아니하고는 신체를 구속당하지 아니하며, 그 의사에 반하여 답변을 강요당하지 아니한다.  <신설 1988.12.31>

## 판례

### 한국대법원
- 불심검문을 하게 된 경위, 불심검문 당시의 현장상황과 검문을 하는 경찰관들의 복장, 피고인이 공무원증 제시나 신분 확인을 요구하였는지 여부 등을 종합적으로 고려하여, 검문하는 사람이 경찰관이고 검문하는 이유가 범죄행위에 관한 것임을 피고인이 충분히 알고 있었다고 보이는 경우에는 신분증을 제시하지 않았다고 하여 그 불심검문이 위법한 공무집행이라고 할 수 없다.[1]

### 미국연방대법원
경찰관이 주머니에 손을 넣어 헤로인을 찾아낸 경우에 상당한 방법이 아니므로 허용되지 않는다.

### 일본최고재판소
(1) 日最判 1978.6.20'(형집 32 4,670)， 흉기를 사용한 은행강도가 발생한 후 경찰관이 소지품의 개시요구를 거절하는 용의자의 가방을 열고 흉기를 발견하여 긴급체포한 사건이다. 일본 최고재판소는 「소지품검사는 임의수단인 직무질문의 부수행위로서 허용되는 것이므로 소지인의 승낙을 얻고 그 한도서 행하는 것이 원칙이지만，직무질문 내지 소지품검사는 범죄의 예방.진압 등을 목적으로 하는 행정경찰상의 작용으로서 유동하는 각종 경찰현상에 대응하여 신속, 적정하게 처리해야 할 행정경찰의 책무에 비추어 볼 때에는，소지인의 승낙이 없는 한 일체 허용되지 않는다고 해석하는 것은 상당하지 아니하고，수색에 이르지 않는 정도의 행위는 강제에 해당하지 않는 한 소지품검사에 있어서도 허용되는 경우가 있다고 해석해야 하며，그것은 소지품검사의 필요성，긴급성，이에 의하여 침해될 개인의 법익과 보호되는 공공의 이익과 균형을 고려하여 구체적 상황에 따라 상당하다고 인정되는 한도에 있어서만 허용된다고 해야 한다. 본건의 경우 경찰관 A의 행위는 엽총과 등산용 칼을 사용한 은행강도라는 중대한 범죄가 발생하여 범인검거가 긴급한 경찰의 책무로
되고 있는 상황에서 피고인 등이 범인이라는 혐의가 농후하고 특히 흉기를 소지하고 있다고 의심되며 경찰관의 직무질문에 대하여 묵비하고 수차 소지품의 개시요구를 거부하는 등 수상한 거동을 계속하기 때문에 그들의 혐의를 확보할 필요에서 행하여진 것이므로， 소지품검사의 긴급성，필요성이 강한 반면 소지품검사의 태양은 가방의 시정되지 않은 지퍼를 열어 내부를 일별한 것에 지나지 않으므로 이에 의한 법익의 침해는 크다고 할 수 없고，상당하다고 인정되는 행위이므로 경찰관직무집행법의 직무질문에 부수하는 행위로서 허용된다 고 한 원판결의 판단은 정당하다」고 판시하였다.
(2) 日最判 1978.9. 7.(형집 32—6， 1672)，노상에서 각성제사범을 검거하고 있던 경찰관이 직무질문을 거쳐 용의자의 속호주머니에 손을 넣어 비닐봉지에 넣어 둔 각성제분말을 발견한 사건이다. 일본의 최고재판소는 「호주머니 속에 있는 물건을 찾아서 꺼내는 행위는 소지품검사의 전제조건을 구비한 행위이지만，프라이버시 침해의 정도가 높은 행위이고，그 태양에 있어서 수색에 유사한 것이므로 직무질문에 부수하는 소지품검사의 허용한도를 일발했다고 해석하는 것이 상당하다」고 판시하였다.
(3) 日最判 1994.9.8.(형집 48-6， 262)，「경찰관은 X의 내연의 처인 Y에 대한 각성제단속법위반 피의사건에 관하여 동녀와 X가 거주하는 맨션의 거실을 수색장소로 하는 압수·수색허가장을 발부받아 위 거실의 수색을 실시하던 중，그 때 같은 집에 거주한 X가 휴대한 가방을 수색한 것으로서 이러한 사실관계에 있어서는 위 압수·수색허가장에 기하여 X가 휴대한 가방에 대하여도 수색할 수 있다고 해석하는 것이 상당하다.」

## 같이 보기
- 교통 위반 딱지
- 교통경찰